# Rawya Ateya
Rawya Ateya (en arabe : راوية عطية), née le 19 avril 1926 et morte le 9 mai 1997, est une femme politique égyptienne. En 1957, elle devient la première femme parlementaire dans le monde arabe.

## Biographie
Rawya Ateya naît dans le gouvernorat de Gizeh, le 19 avril 1926. Elle grandit dans une famille investie politiquement. Son père a été le secrétaire général du parti libéral Wafd à Gharbia. Rawya Ateya participe à des manifestations assez jeune ; en 1939, elle est blessée au cours d'une manifestation anti-britannique. Elle effectue des études supérieures et obtient plusieurs diplômes universitaires dans divers domaines. Elle travaille  ensuite comme enseignante pendant 15 ans, et plus brièvement comme journaliste.
En 1956, elle devient la première femme nommée officier dans l'armée égyptienne. Elle joue un rôle actif dans la crise du canal de Suez, au cours de laquelle l'Égypte est envahie par le Royaume-Uni, la France et Israël. Elle aide à former des milliers de femmes aux premiers soins et aux soins infirmiers. Elle reçoit le grade de capitaine dans l'une des unités féminines commando. Au cours de la guerre du Kippour de 1973, elle préside la Société des familles des martyrs et soldats. Elle se voit décerner plusieurs récompenses militaires par l'État égyptien.
Le droit de vote et d'éligibilité aux élections est étendu aux femmes égyptiennes par le président Gamal Abdel Nasser, et l'adoption de la Constitution de 1956. Les premières élections dans le cadre de cette nouvelle constitution se déroulent l'année suivante, le 3 juillet 1957. Il n'y a pourtant que 16 femmes sur plus de 2 000 candidats. Les sondages d'opinion effectués à l'époque montrent que 70 % des hommes Égyptiens restent opposés à l'idée que des femmes les représentant au Parlement. Néanmoins, Rawya Ateya bénéficie de 110 807 votes dans sa circonscription. Elle devient députée du Caire, à l'âge 31 ans. Durant la campagne, elle met en avant son parcours militaire. Sa victoire est d'autant plus significative que son adversaire à l'élection est l'avocat et banquier Ahmed Fouad, un ami personnel et protégé du président Nasser.
Son mandat à l'Assemblée nationale commence le 14 juillet 1957. Bien qu'une autre femme, Amina Choukri, soit également élue en 1957 à Alexandrie, cette deuxième victoire féminine (2 élues sur 350 parlementaires élus) n'est annoncée que le 22 juillet. Elle est ainsi la première femme parlementaire connue en Égypte et dans l'ensemble du monde arabe,,. Au Parlement, elle défend les droits des femmes, se montrant par exemple favorable à une évolution de la loi sur le divorce, et opposée à la polygamie. Elle se montre également pro-américaine, malgré le climat nationaliste et le renforcement des relations entre l’Égypte et l'URSS.
Sa victoire, en 1957, est de courte durée : deux ans plus tard, elle perd son mandat lors d'une nouvelle élection. Cependant, elle continue de s'investir publiquement, notamment en siégeant au conseil d'administration du Croissant-Rouge. Vingt-cinq ans après sa défaite électorale, elle réussit à relancer sa carrière parlementaire, en étant élue en 1984 à l'Assemblée du Peuple, sous la bannière du Parti national démocratique. 
Elle meurt en 1997 à l'âge de 71 ans.